# Édouard Manet
Édouard Manet (23. ledna 1832 Paříž – 30. dubna 1883 Paříž) byl francouzský modernistický malíř, významná osobnost přechodu od realismu k impresionismu. Jako jeden z prvních umělců 19. století ve svých dílech zobrazoval moderní život.
Manet pocházel z rodiny vyšší třídy se silnými politickými vazbami. Místo očekávané kariéry úředníka se rozhodl stát malířem. Jeho raná mistrovská díla, Snídaně v trávě (Le déjeuner sur l'herbe) a Olympia, obě z roku 1863, vyvolala značné kontroverze a inspirovala skupinu mladých malířů, pozdějších tvůrců impresionismu. Dnes jsou Manetova díla chápána jako přelomová, značící začátek moderního umění. Během posledních 20 let svého života navázal vztahy s dalšími významnými umělci té doby. Dále rozvíjel svůj vlastní styl, považovaný za inovativní a mající velký vliv na nadcházející generaci malířů.

## Život

### Dětství a studium

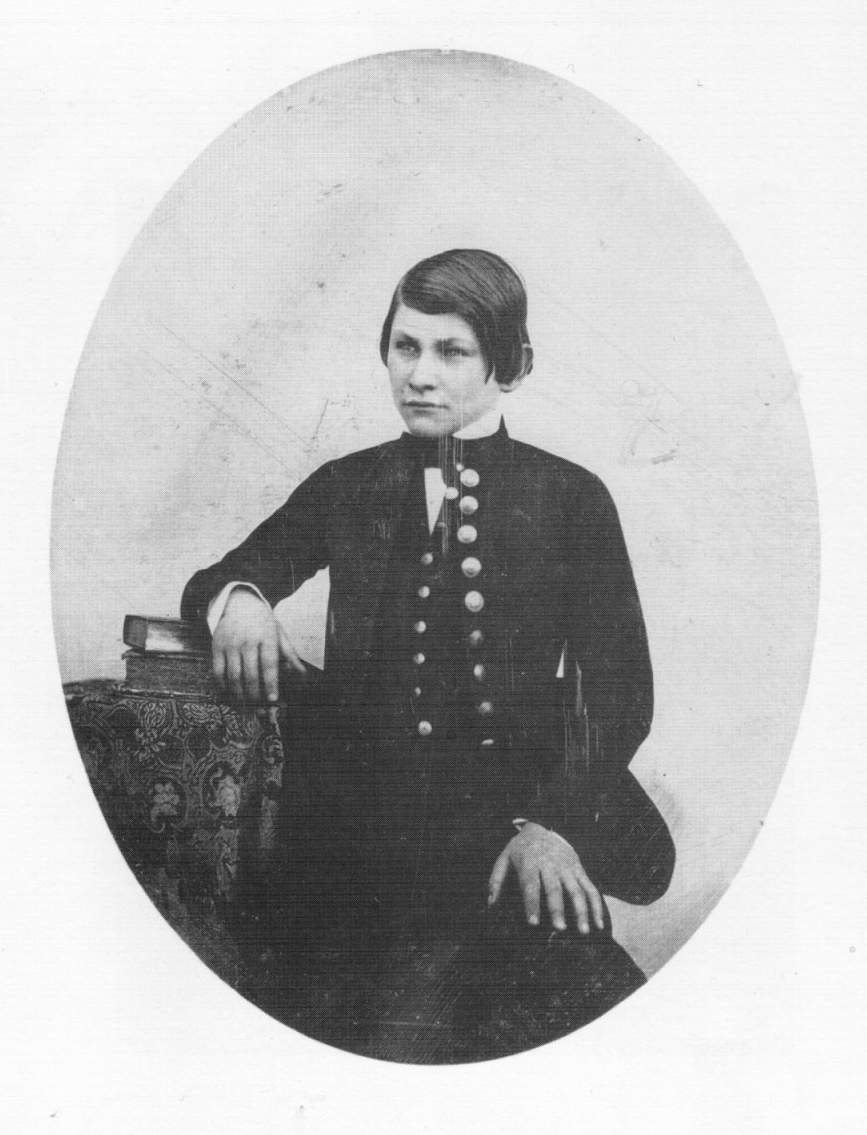
Édouard Manet v roce 1846, daguerrotypie

Pocházel z dobře situované středostavovské rodiny. Otec byl vysokým úředníkem na ministerstvu spravedlnosti, matka měla vazby na švédskou královskou rodinu.   Eduard byl nejstarší ze tří bratrů. Studoval na gymnáziu, jeho otec z něj chtěl mít bankovního úředníka. Eduard však nebyl příliš pilným studentem a několikrát musel ročníky opakovat. Matčin bratr však brzy rozpoznal jeho výtvarné nadání, a doporučil ho na mimořádné hodiny kreslení přímo na gymnáziu. Strýc s ním často navštěvoval muzea a galerie a seznamoval ho s uměním starých mistrů. Eduardův otec neschvaloval synovo nadšení pro umění a rozhodně nesouhlasil s nápadem stát se malířem. Otec a syn tedy udělali kompromis a Eduard otci slíbil, že se malířem nestane, pokud nebude muset studovat dále na bankovního úředníka. Po dlouhém váhání se rozhodl pro námořnickou školu a otec mu povolil. Podmínkou zkoušek bylo, že adepti by měli absolvovat plavbu na moři, a tak se Eduard vydal roku 1848 do Rio de Janeira. Dlouhá a úmorná cesta na lodi se Manetovi vůbec nelíbila, zažil několik bouří, kvůli kterým se cesta značně prodloužila. Po návratu Eduard postavil otce před nekompromisní rozhodnutí stát se malířem. Otec se podvolil a roku 1850 zapsal syna do školy u malíře Thomase Coutura. Studoval tam šest let, ale příliš si nerozuměli a Manet trávil hodně času v galeriích, kde kopíroval staré mistry. Byl nadšen hlavně španělským uměním, obdivoval Goyu a Velázqueze. Během studia absolvoval studijní cesty do Holandska, Itálie, Německa a Rakouska, navštívil i Prahu.  S Coutourem se po několikaletém studiu rozešel ve zlém, chtěl malovat po svém, tolik odlišném způsobu, neschvaloval způsob akademického umění.
V roce 1850 byla do rodiny Manetových přijata mladá učitelka klavíru Zuzana Leenhofová. S Eduardem navázala tajný milostný poměr a v roce 1852 se jí narodil syn. Byl pokřtěn Leon Edouard Koella a Zuzana ho vydávala za svého bratra. Manet svůj poměr před otcem tajil a teprve po jeho smrti se v roce 1863 se Zuzanou oženil. 

### Samostatné začátky
O Velikonocích roku 1856 Manet od Coutura odešel a s přítelem Albertem de Balleroy si zařídil vlastní ateliér v ulici Lavoisier. Po letech příprav a kopírování mistrovských děl se soustředil na vlastní tvorbu. V roce 1859 přihlásil do Salonu první obraz Piják absintu, ale porota ho odmítla. Podporu našel jen u svých přátel Delacroixe a Baudelaira.
Do dalšího Salonu o dva roky později přihlásil dva obrazy: Portrét rodičů a Španělského zpěváka (Kytarista). Oba byly přijaty a za Španělského zpěváka získal čestné uznání. Obraz vzbudil zájem odborné kritiky a obdiv mladých umělců, jako byli Alphonse Legros, Henri Fantin–Latour, Edgar Degas a další. Manet byl označován za vůdce malířské avantgardy.

### Neúspěch na Salonu – kontroverzní obrazy

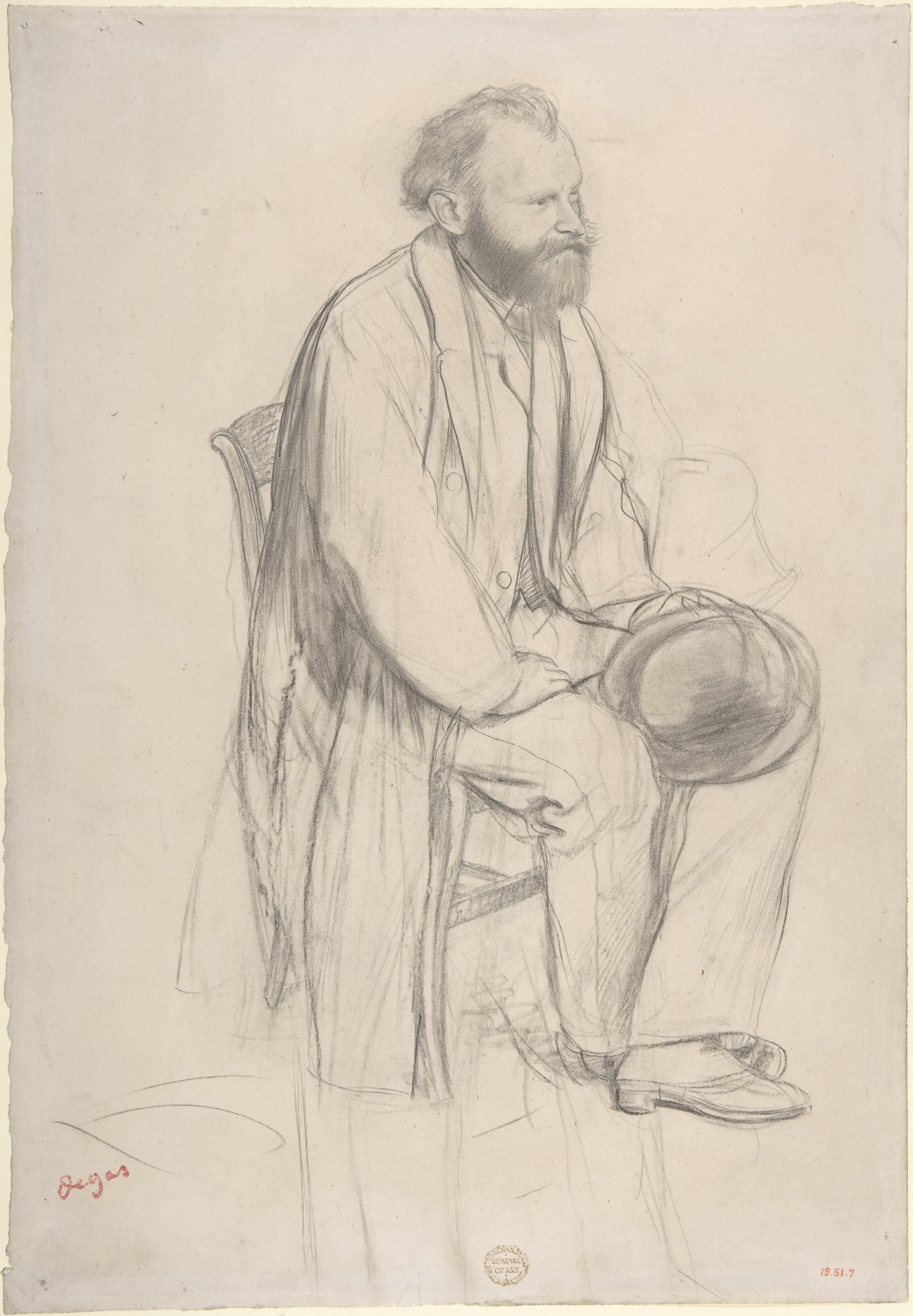
Édouard Manet, kresba tužkou od Edgara Degase, 1865

Chtěl potvrdit svůj úspěch a horečně pracoval. Byl sebevědomý, přátelský a společenský. Vytvořilo se kolem něj společenství přátel z intelektuálních a aristokratických kruhů Paříže, které zachytil na svém obraze Koncert v Tuileriích (1862). Žánrová scéna v plenéru je považována za jeden z prvních impresionistických obrazů a v budoucnu inspirovala další následovníky, například Frédérica Bazilla, Clauda Moneta, Augusta Renoira. Manet tento obraz spolu s dalšími třinácti plátny předvedl na samostatné výstavě v březnu 1863, ale sklidil jen výsměch a pobouření.
Porota nepřijala ani jeho tři obrazy pro oficiální Salon v roce 1863 spolu s mnoha dalšími umělci, což vyvolalo negativní reakci. Na základě rozhodnutí císaře Napoleona III. byla odmítnutá díla veřejnosti představena po skončení oficiálního Salonu na samostatné výstavě. Manet byl zastoupen na Salonu odmítnutých třemi plátny, z nichž největší rozruch vzbudila Snídaně v trávě (Koupání), scéna zachycující dvě nahé ženy ve společnosti dvou elegantně oblečených mužů na pikniku v lesíku.
Ještě větší skandál vyvolal na výstavě v roce 1865 obraz Olympie, velký akt ženy, Manetovy oblíbené modelky Victorine Meurent. Obraz, inspirovaný Tizianovou Venuší z Urbina, šokoval návštěvníky celkovou atmosférou, drzým a provokativním pohledem modelky a hlavně neobvyklým výtvarným zpracováním. Proti odsudkům kritiků se na jeho obranu postavil Émile Zola, který pochopil Manetovu genialitu. Trvalou podporu jeho dílu poskytoval i Charles Baudelaire. Dalšími přáteli byli Degas, Renoir či Monet – toho často finančně podporoval. Zaskočen nepříznivým ohlasem Manet se poprvé vydal do Španělska, kde získal nové podněty pro svou práci. Po návratu namaloval několik obrazů v duchu svých velkých vzorů Velázqueze a Goyi. Dva z nich, Pištce a Tragéda, nabídl do Salonu 1866, ale porota je opět odmítla.
V roce 1867 v době konání Světové výstavy svá plátna vystavil v pavilonu, který vybudoval na vlastní náklady. Prezentovat svá díla oficiálně na Světové výstavě mu nebylo umožněno, protože podmínkou bylo ocenění jeho obrazů na předešlých salonech, což se však nestalo. Očekávaný úspěch se nedostavil, veřejnost i kritika neprojevili o výstavu zájem. 

### Vůdčí osobnost moderního malířství

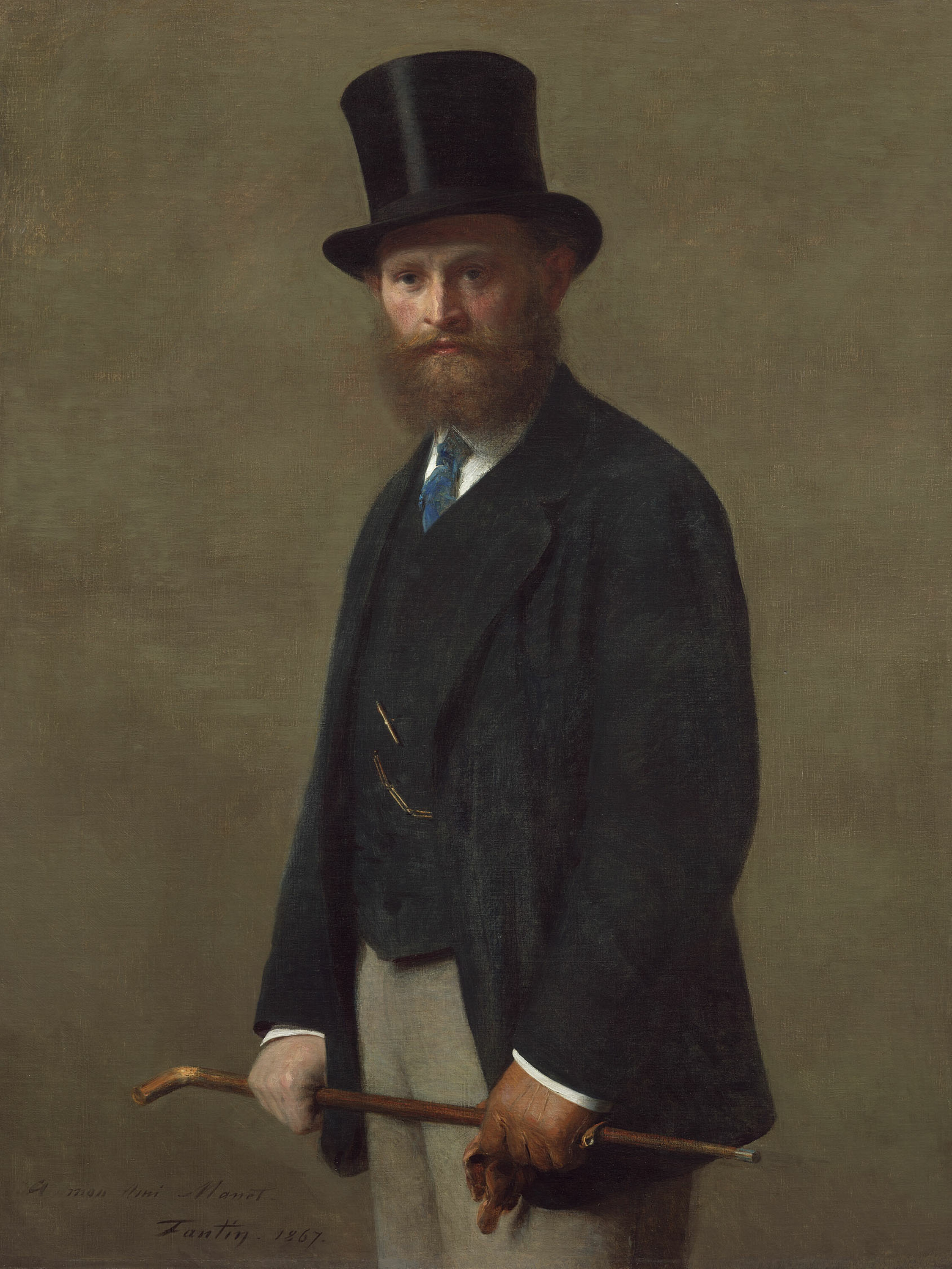
Manetův portrét od Henriho Fantina-Latour, 1867

Stále intenzivně pracoval, umělecky vyzrál a produkoval žánrově rozmanitá díla – portréty, skupiny přátel, scény z městského života, zátiší, mořské motivy. Vytvořil řadu portrétů členů své rodiny, přátel i známých osobností. Na mnoha obrazech je zachycena profesionální modelka a pozdější malířka Victorine Meurentová, s níž pracoval dvanáct let. Na obraze Balkon (1868–1869) je jednou z postav malířka Berthe Morisotová, se kterou se později oženil jeho bratr Eugen.  V roce 1869 Manet svolil dávat hodiny malby Evě Gonzalèsové a začal pracovat na jejím portrétu, který o rok později vystavil v Salonu.
S Berthe Morisotovou Maneta pojilo přátelství a vzájemná úcta. Manet uznával její talent a Berthe ho přivedla do skupiny mladých umělců–impresionistů v Café Guerbois. Od roku 1868 navštěvoval pravidelně jejich páteční schůzky, ale jejich oficiálních výstav se nezúčastňoval.
Během francouzsko-pruské války přerušil v roce 1870 malování a vstoupil do vojska. Po kapitulaci se vrátil do Paříže a jako přesvědčený republikán vstoupil do Federace umělců, jejímž cílem bylo přispět k obnově morálky, posílení svobody umělecké tvorby a zavedení systému uměleckého vzdělávání. Po krvavém potlačení Komuny trpěl depresemi a odjel se zotavit do Boulogne-sur-Mer, kde od roku 1868 trávil s rodinou letní pobyty. Dojmy z revolučních událostí se odrazily ve dvou jeho litografiích Barikáda a Občanská válka. V roce 1881 namaloval portrét revolucionáře Henriho Rocheforta, jehož dramatický osud ho hluboce zasáhl.
V roce 1872 obchodník Paul Durand-Ruel zakoupil najednou větší množství Manetových obrazů asi za 50 000 franků. Zájem začali projevovat také další sběratelé. Tento úspěch ho povzbudil do další práce, toužil po oficiálním uznání. V Salonu byl přijat jeho obraz Boj Kearsarge s Alabamou, který měl nadšené recenze v tisku. Ještě větší úspěch měl obraz Dobré pivo o rok později. Manet byl zahrnut slávou.
Vrhl se do práce, aby uspokojil rostoucí zájem. Pod vlivem přátel impresionistů více maloval v plenéru, jeho barevná paleta se projasnila. V roce 1874 však mezi nimi došlo k definitivní roztržce, když impresionisté uspořádali vlastní výstavu, které se Manet odmítl zúčastnit.
Poslal tři obrazy do oficiálního Salonu, avšak přijat byl pouze jeden – U železnice (1873). Jeho zklamání pomáhal zmírnit nový přítel a obdivovatel, básník Stéphane Mallarmé. Také v následujících letech se pokoušel o účast v Salonu se střídavým úspěchem. V roce 1875 vyvolal skandál jeho obraz Argenteuil.  Konzervativní kritika odsoudila námět i odvážné barevné zpracování. Manet přesto zůstal věrný svému malířskému stylu.

### Závěr života

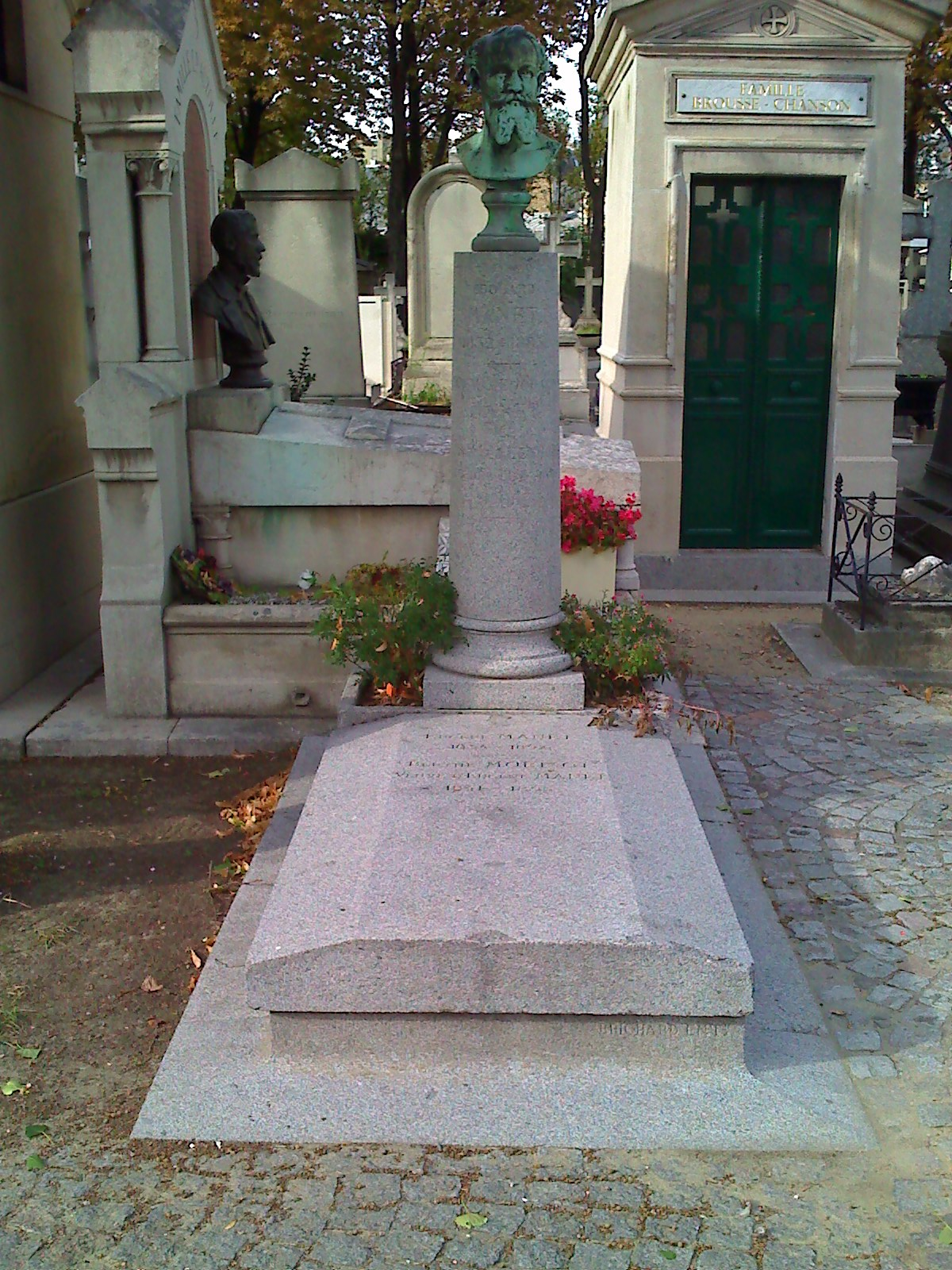
Manetův hrob na pařížském hřbitově Passy

Od roku 1877 se u Maneta projevily zdravotní problémy, cítil se unaven, trpěl ataxií. Byl to průvodní jev syfilidy, kterou se zřejmě nakazil v mládí při své cestě do Rio de Janeira. Absolvoval několikaměsíční léčbu, ale snažil se pracovat. V roce 1880 měl samostatnou výstavu v Paříži a v následujícím roce byl jmenován rytířem Čestné legie a získal cenu v Salonu. 
Nemoc rychle postupovala a v důsledku omezené pohyblivosti měl čím dál tím větší problémy s většími plátny. V tuto dobu vzniklo množství zátiší a akvarelů. Na žádost Prospera Mallarmé ilustroval jeho překlad básně Edgara Allana Poe. Jeho posledním velkým plátnem byl Bar ve Folies Bergère, za které se rok před smrtí konečně dočkal všeobecného uznání.
Pár dní před smrtí mu byla amputována noha, ve které měl sněť. Manet zemřel 30. dubna 1883, v náručí svého syna Leona. Pohřben byl dne 3. května na pařížském hřbitově Passy.
Ve své poslední vůli ustanovil dědičkou celého svého majetku svou manželku Zuzanu s přáním, aby po své smrti odkázala Leonu Koellovi Leenhoffovi jmění, které jí on zanechal. Řada Manetových obrazů byla prodána na velké posmrtné výstavě spojené s dražbou. 

## Tvorba
„Maluji to, co vidím, a ne to, co by rádi viděli ostatní,“
Édouard Manet
Ve svých raných dílech se obrací a čerpá inspiraci od starých renesančních mistrů, např. jeho obraz Snídaně v trávě (1863) nebo Olympia (1863). Vytvořil několik maleb s náboženskými náměty jako Kristus zahradník (1858) nebo Ježíš urazil vojáky (1864), v nichž projevil svůj neortodoxní vztah k víře. Byl nadšen španělským uměním. V řadě jeho obrazů se projevuje vliv Velázquezův a Goyův i španělského folklóru. Příkladem jsou obrazy Starý hudebník (1861), Lola de Valencia (1861), Španělský zpěvák (1861), Býčí zápas (1864). Tradiční náměty však dokázal zpracovat moderním způsobem s velkou invencí. Jeho díla vyvolávala pobouření veřejnosti, ale mladými umělci byl považován za vůdčí osobnost moderního malířství, přechodu od realismu k impresionismu. Ve svých kompozicích využíval ostrých kontrastů světla a stínu, harmonii barevných tónů. Podle svých španělských vzorů začal na svých obrazech používat hnědou, světle šedou a černou barvu. Měl tendenci ke zplošťování postav a okolního prostoru, což mělo rozhodující vliv na Gauguina, Picassa, Cézanna a Matisse.
Manet byl někdy i proti své vůli nazýván a brán jako vedoucí hnutí impresionistů hlavně pro svoje nevšední náměty, barevné kombinace a práci se štětcem. On sám s tím nesouhlasil, netoužil být členem žádné umělecké skupiny. Impresionismus objevoval postupně a vlastním způsobem, byl pro něho jen přechodným obdobím. Necítil se být impresionistou, nesdílel jejich nadšení pro malování v plenéru a techniku barevných skvrn. Se skupinou impresionistů se sblížil na přelomu 60. a 70. let 18. století zejména zásluhou Berthe Morisotové. Na rozdíl od impresionistů se nevzdal černé barvy, kontur a klasické kompozice. V době, kdy pobýval mimo Paříž a maloval ve volné přírodě, začal používat světlejší barvy a kratší tahy štětcem. Ústředním námětem jeho malby však nebyla krajina, nýbrž člověk – viz obrazy Monet maluje ve svém plovoucím ateliéru (1875), Argenteuil (1874).

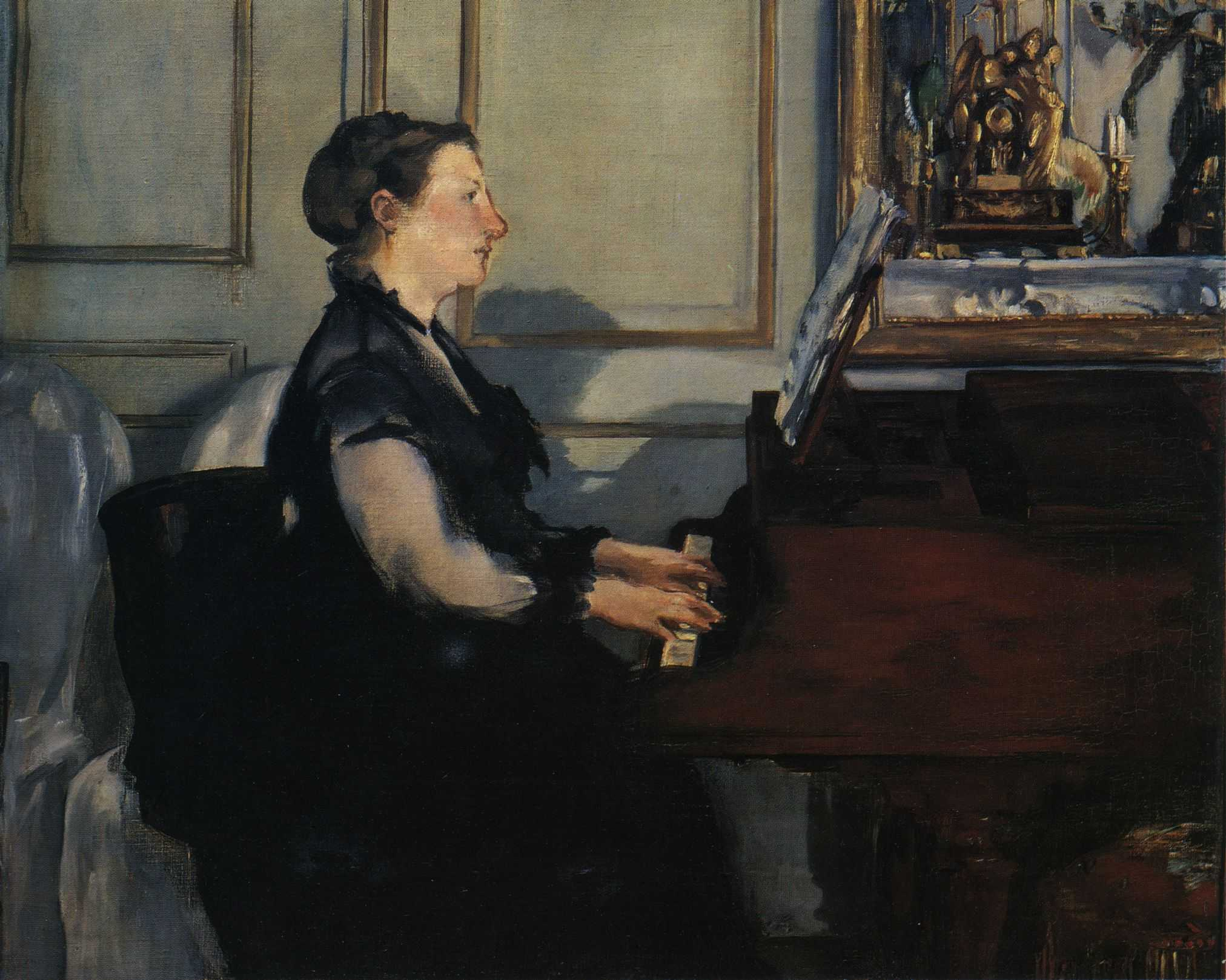
Paní Manetová u klavíru, portrét malířovy manželky (1867)

Lidé hráli důležitou úlohu v jeho obrazech. Byl vynikající portrétista, který dokázal vystihnout psychologii svých modelů. Namaloval velké množství portrétů, především ženských. Kromě členů své rodiny (Paní Manetová u klavíru, 1867) maloval přátele z uměleckých kruhů (Zola, Baudelaire, Mallarmé) i příslušníky vyšší společnosti.
Lidé jsou také důležitou součástí žánrových scén zobrazujících současný městský život – koncerty, kavárny, ulice, nádraží. Příkladem jsou obrazy Hudba v Tuileriích (1862), U železnice (1873), Koncertní kavárna ( 1878), V zimní zahradě (1879), Bar ve Folies Bergère (1882).
Historická malba tvoří jen okrajovou část Manetova díla. Na svých obrazech zachytil některé historické události, např. námořní bitvu v občanské válce Boj Kearsarge s Alabamou (1864), popravu císaře Maxmiliána v Mexiku (1867, 1868) nebo pařížskou Komunu.
Maloval také zátiší, především v posledních letech života, kdy mu nemoc bránila opustit ateliér. Jako námět s oblibou volil květiny (Šeříky a růže, 1883), ovoce (Meloun a broskve, 1866) nebo ryby (Zátiší s rybami, 1864).
Věnoval se různým malířským technikám. Kromě nejčastější olejomalby na plátně to byl akvarel a pastel. Vytvořil i řadu grafických prací – rytiny, lepty a litografie. Spolupracoval také na výtvarné úpravě knih.
Manetovo dílo zahrnující přes 400 olejů, víc než 100 akvarelů, 85 pastelů a stovky grafických listů je dnes rozptýleno po celém světě.
Na Salónu nebyl nikdy příliš pochopen. Například už u jeho prvního plátna, které nabídl Salónu, Piják absintu, mu bylo mnohé vytčeno, jediný z poroty, komu se líbilo, byl Eugène Delacroix. Avšak o dva roky později se jeho Španělský zpěvák dočkal uznání.

## Dílo – výběr
- Piják absintu – první obraz, který představil porotě Salónu, když mu bylo sedmadvacet let. Byla na něm vidět originální technika i styl. Již samotný námět působil v té době neobvykle. Šlo pouze o reálné zachycení pijáka a ne o alegorické ztvárnění. Barvu nanášel v širokých plochách.
- Koncert v Tuileriích – zobrazení místa setkání elegantní Paříže, kam i sám Manet rád chodil. V té době se znázornění publika a společnosti považovalo za druhořadé a vhodné pouze jako ilustrace do časopisů a reportáží. Obraz velice popudil veřejnost. Je zde zachycen nový způsob malby – neviditelný tah štětcem, odmítá dokonalou akademickou malbu, kde není důležité, zda koukáte na obraz zblízka nebo z dálky. Chtěl, aby lidé sledovali díla z dálky a zachovali si tak uctivý odstup místo toho, aby se netrpělivě někam hnali.
- Snídaně v trávě (1863) – byla vystavena na Salóně odmítnutých. Sklidila velký výsměch publika a kritiky. Zachytil akt mladé krásné ženy u snídaně se dvěma muži oblečenými v městských šatech. Čerpá kompozičně z obrazu italského malíře Raffaela Santi – Paridův soud. Plocha obrazu není zamýšlena z pohledu perspektivy, ale jako kdyby se přibližovala k divákovi.
- Mrtvý toreador – zobrazení stinné stránky býčích zápasů, tomuto tématu se věnoval poměrně často.
- Olympia (1863) – opět ženský akt, je to malířský dialog k Tizianově Venuši Urbinské. Tradiční téma je zpracováno novým způsobem.[5] V roce 1893 byla umístěna v Louvru.
- Zastřelení císaře Maxmiliána – malířský dialog ke Goyově Popravě povstalců
- Balkón – je zde zachycena i Berthe Morisotová
- Bar ve Folies Bergère – poslední velký obraz

## Galerie

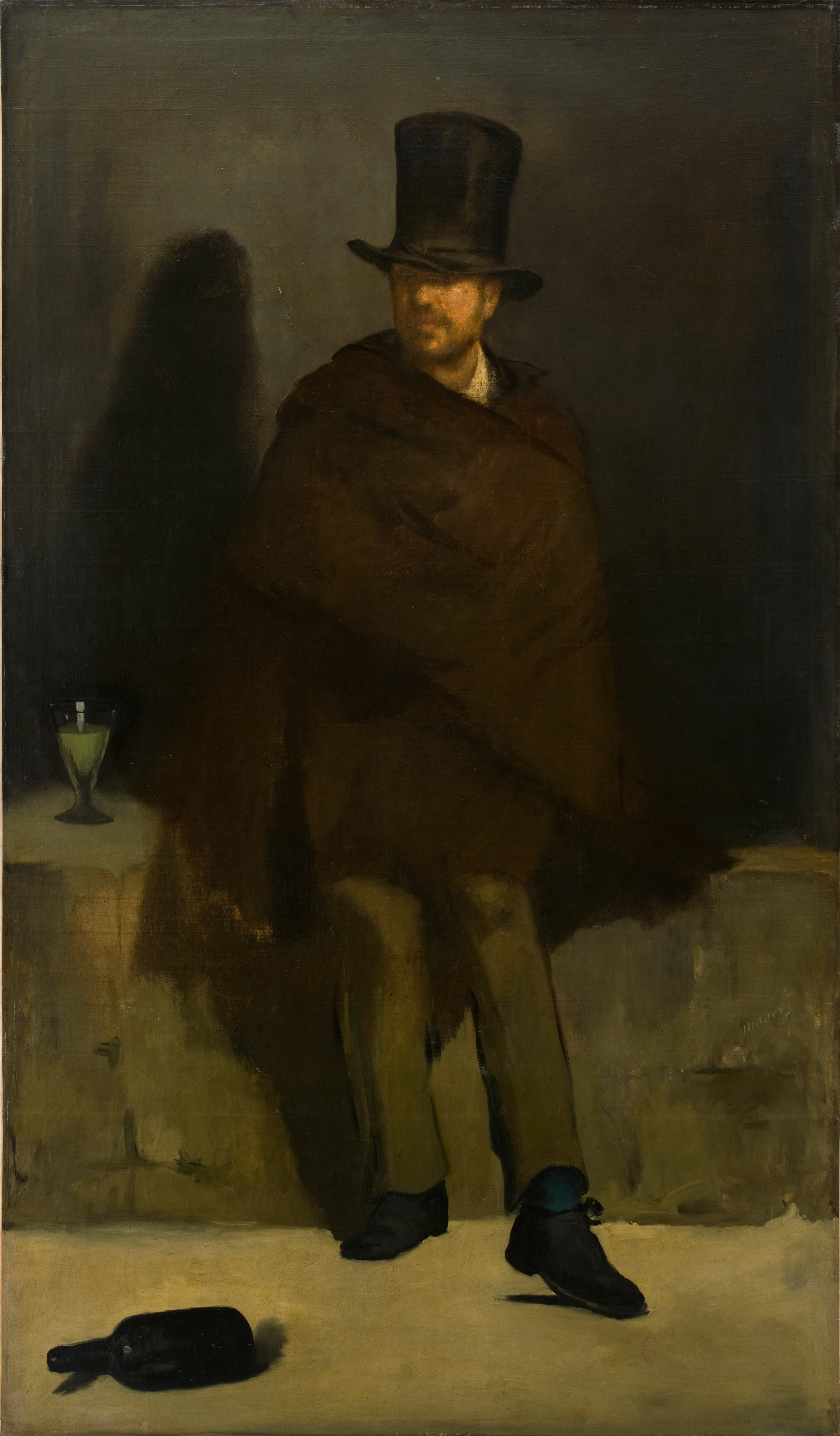
Piják absintu, 1859
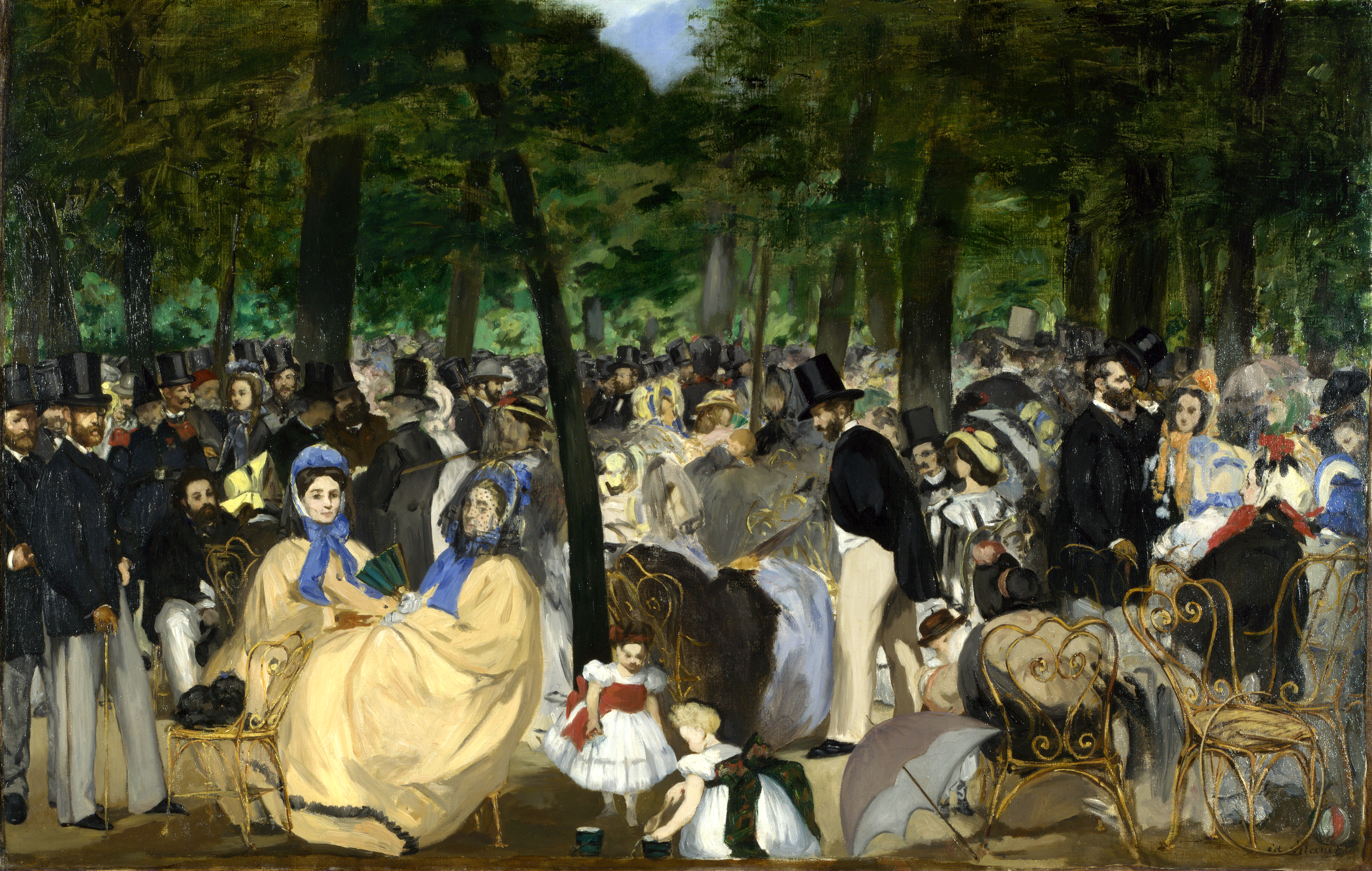
Koncert v Tuileriích, 1862
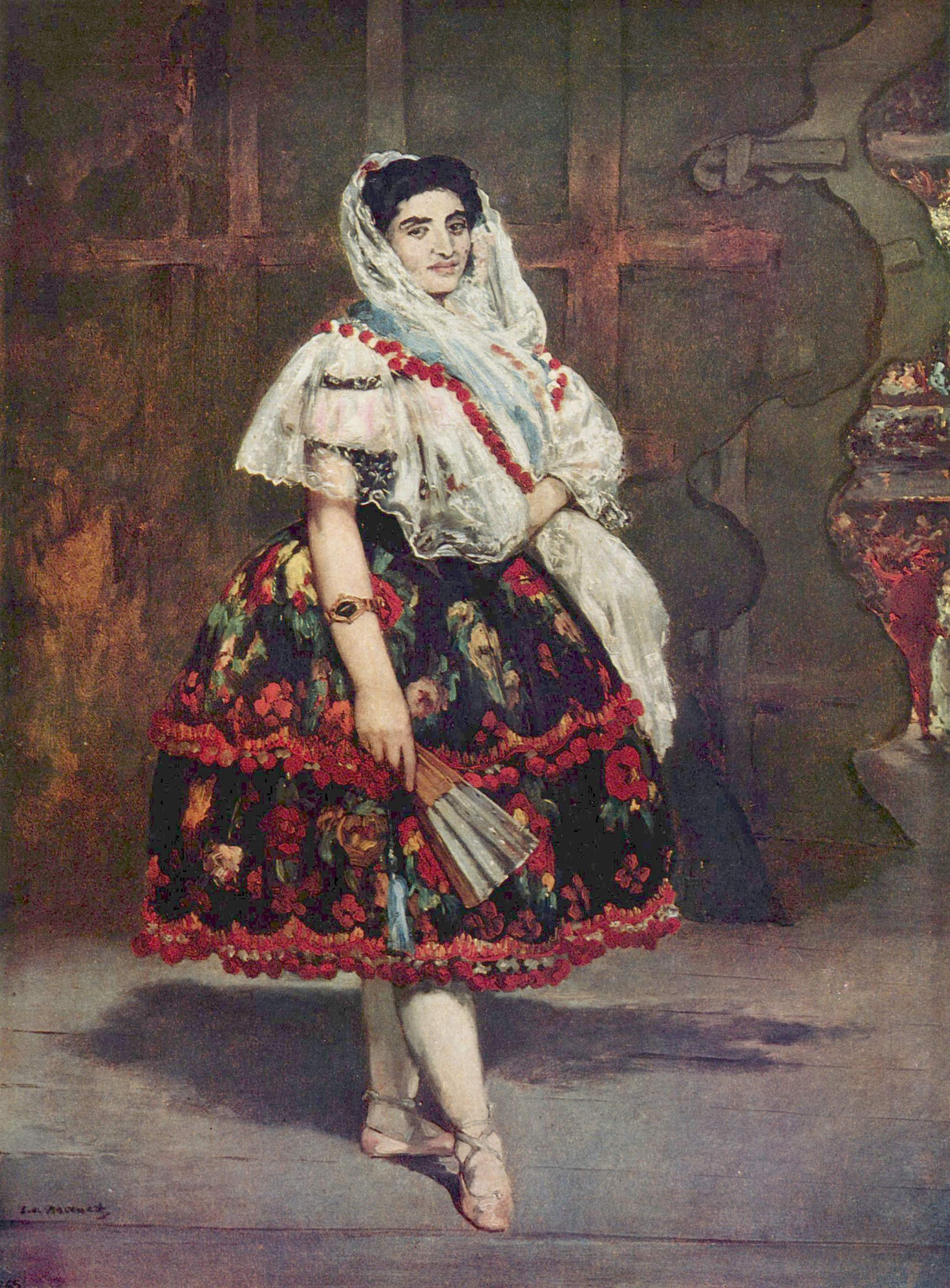
Lola z Valencie, 1862
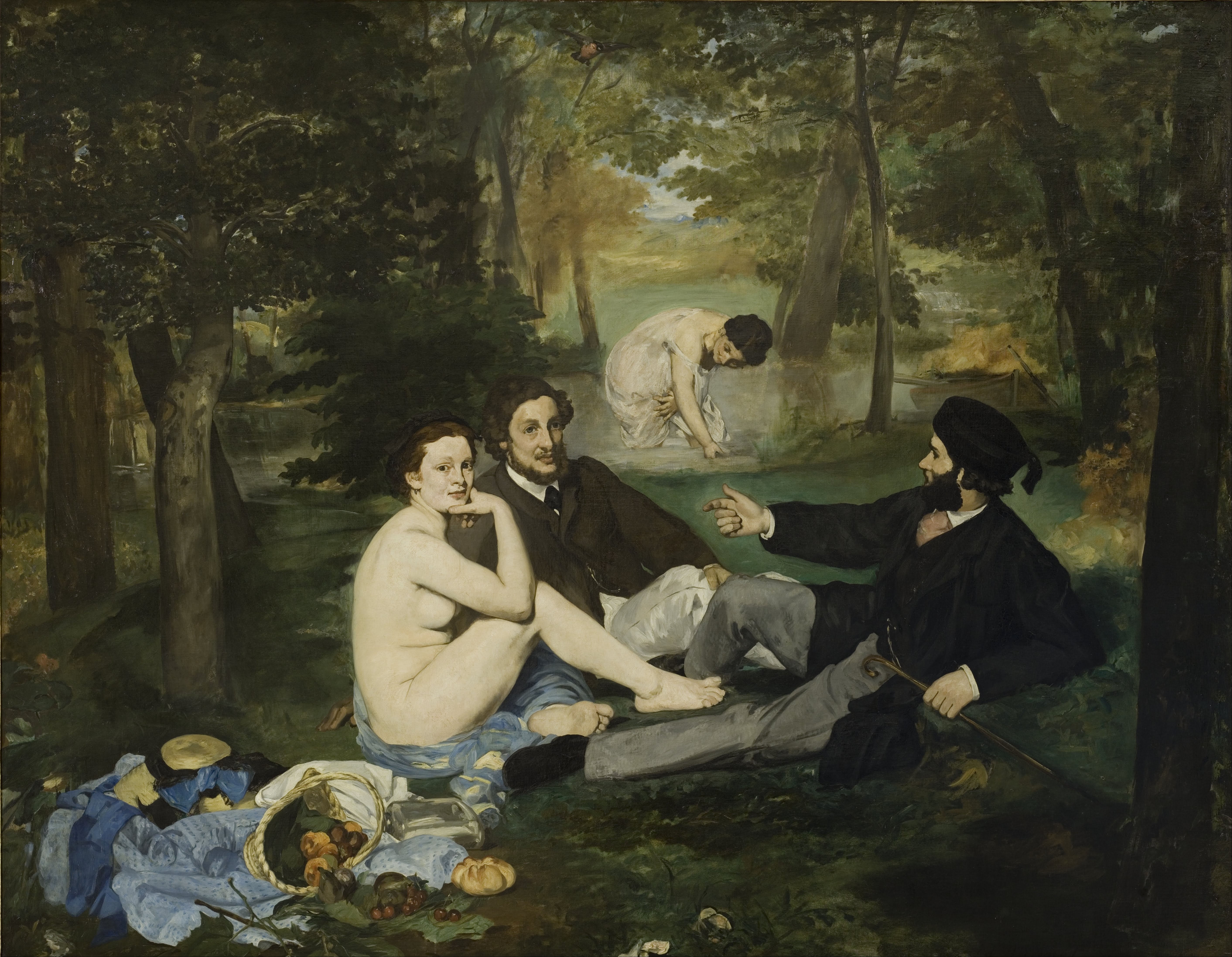
Snídaně v trávě, 1863
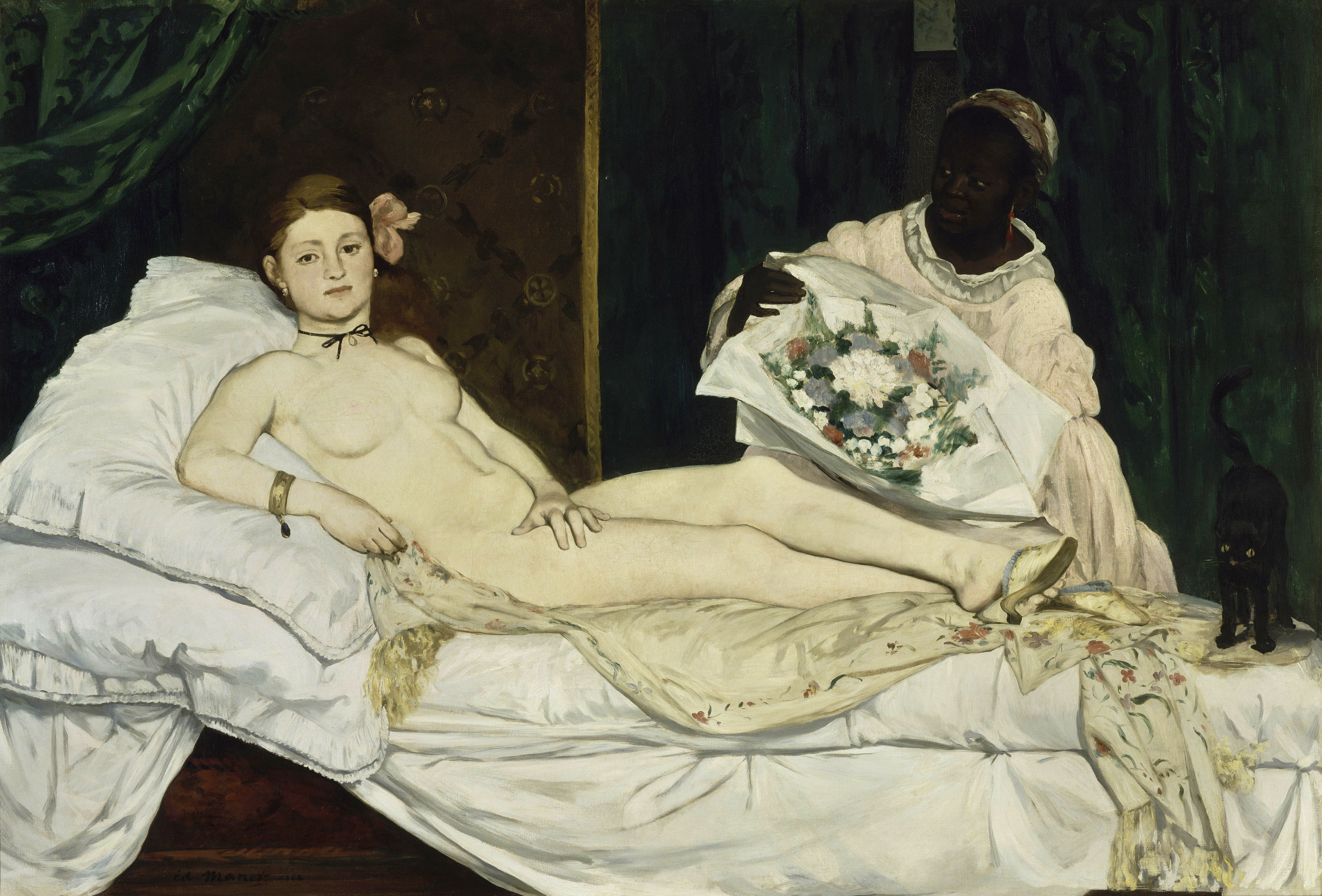
Olympia, 1863
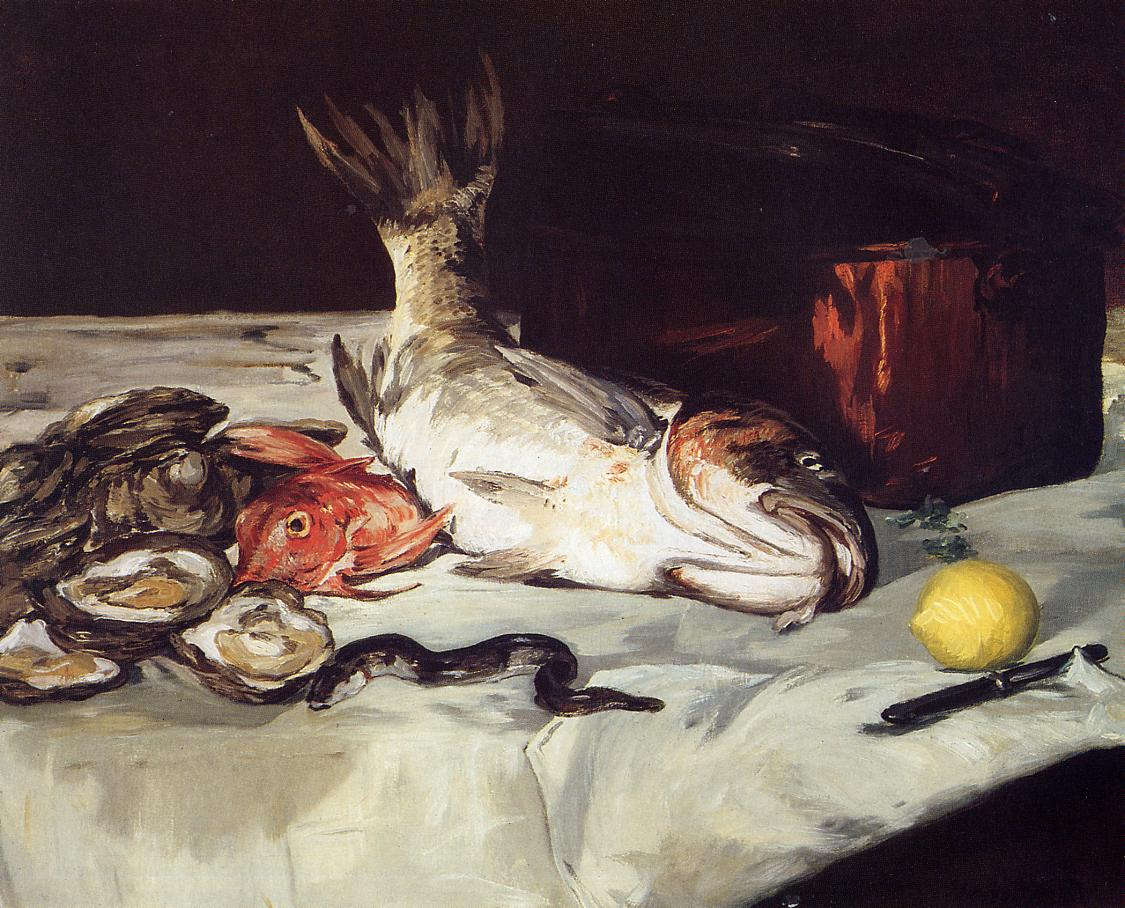
Zátiší s rybou, 1864
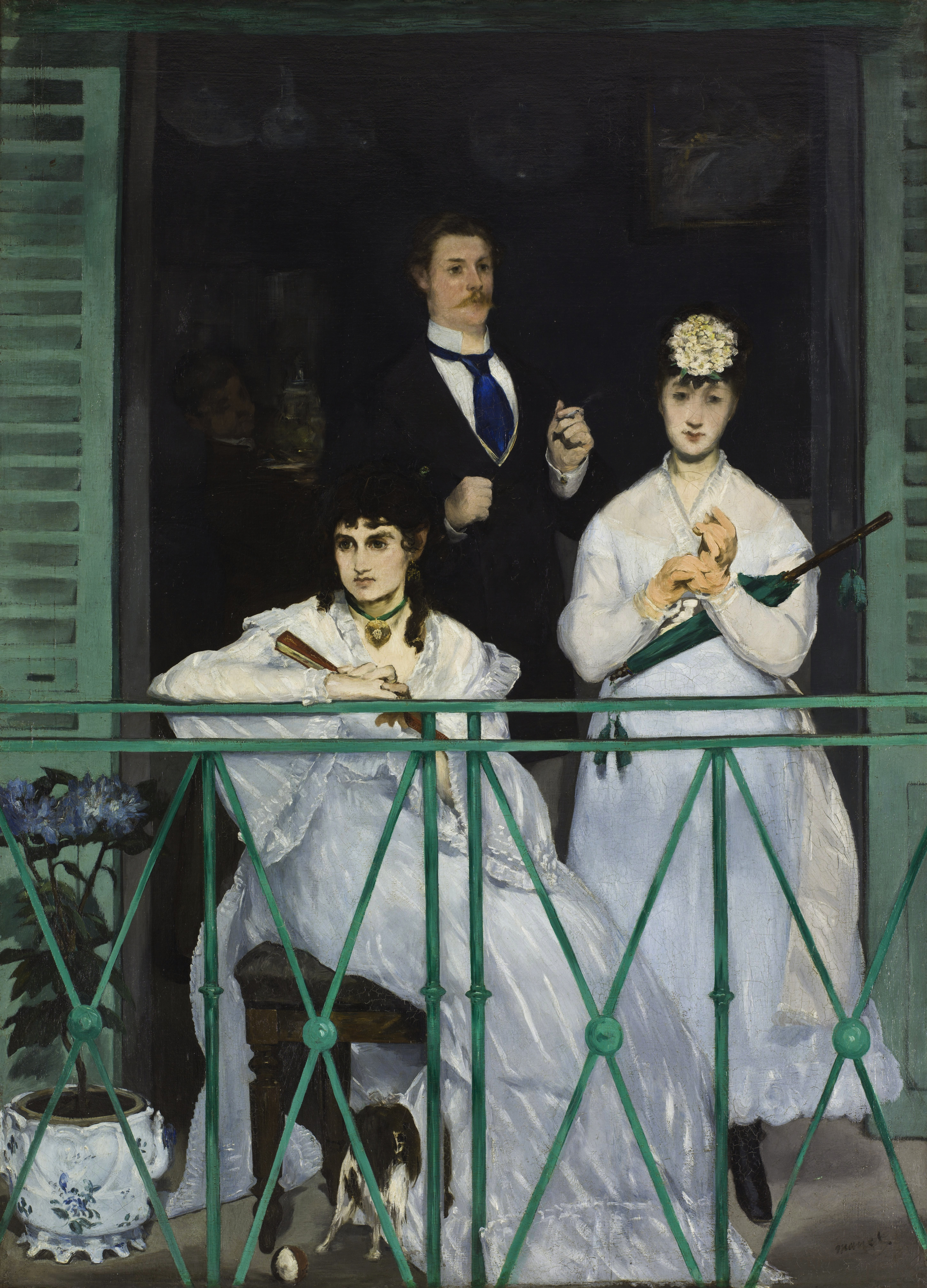
Balkón, 1865
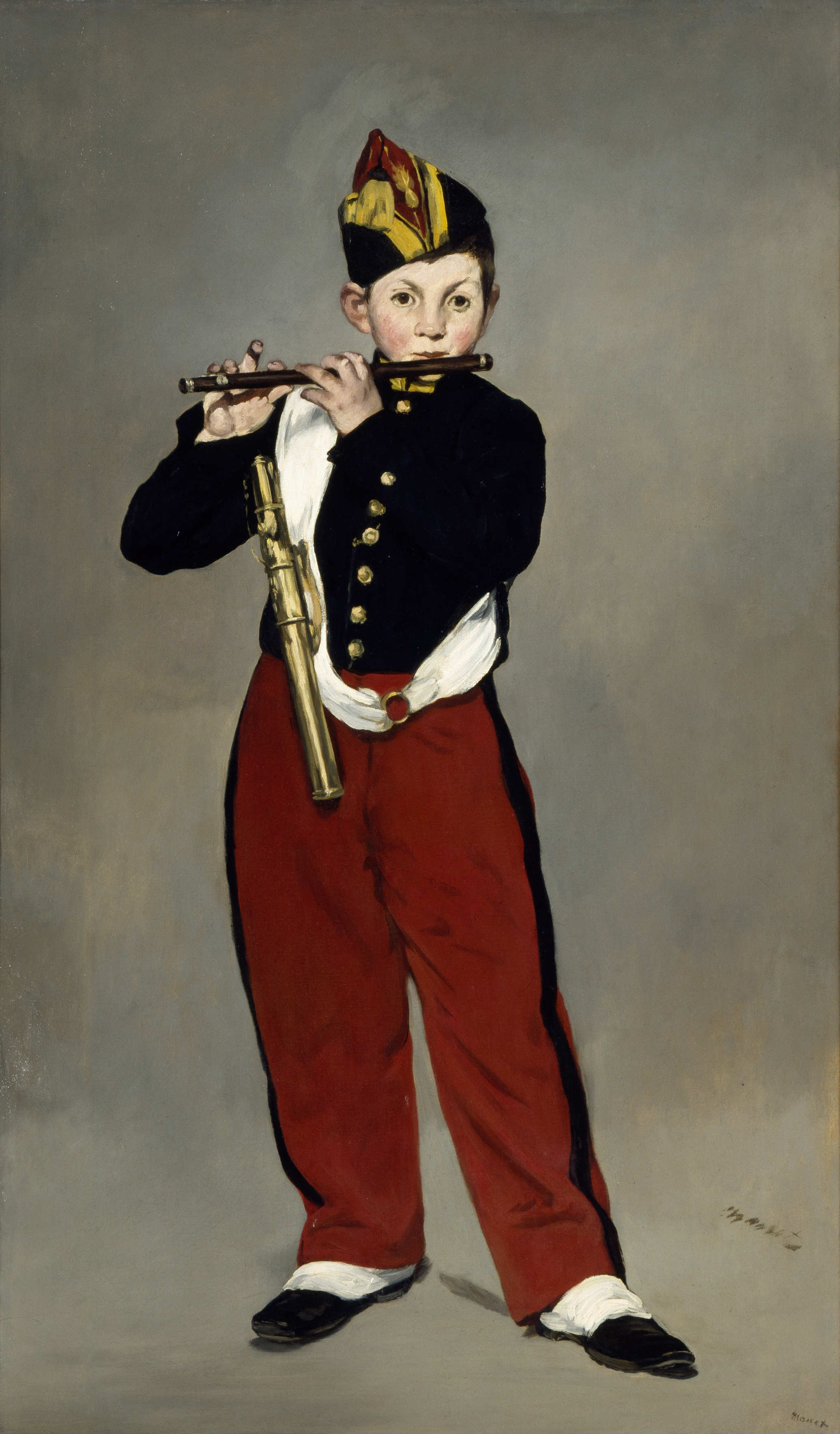
Pištec, 1866
U železnice, 1873
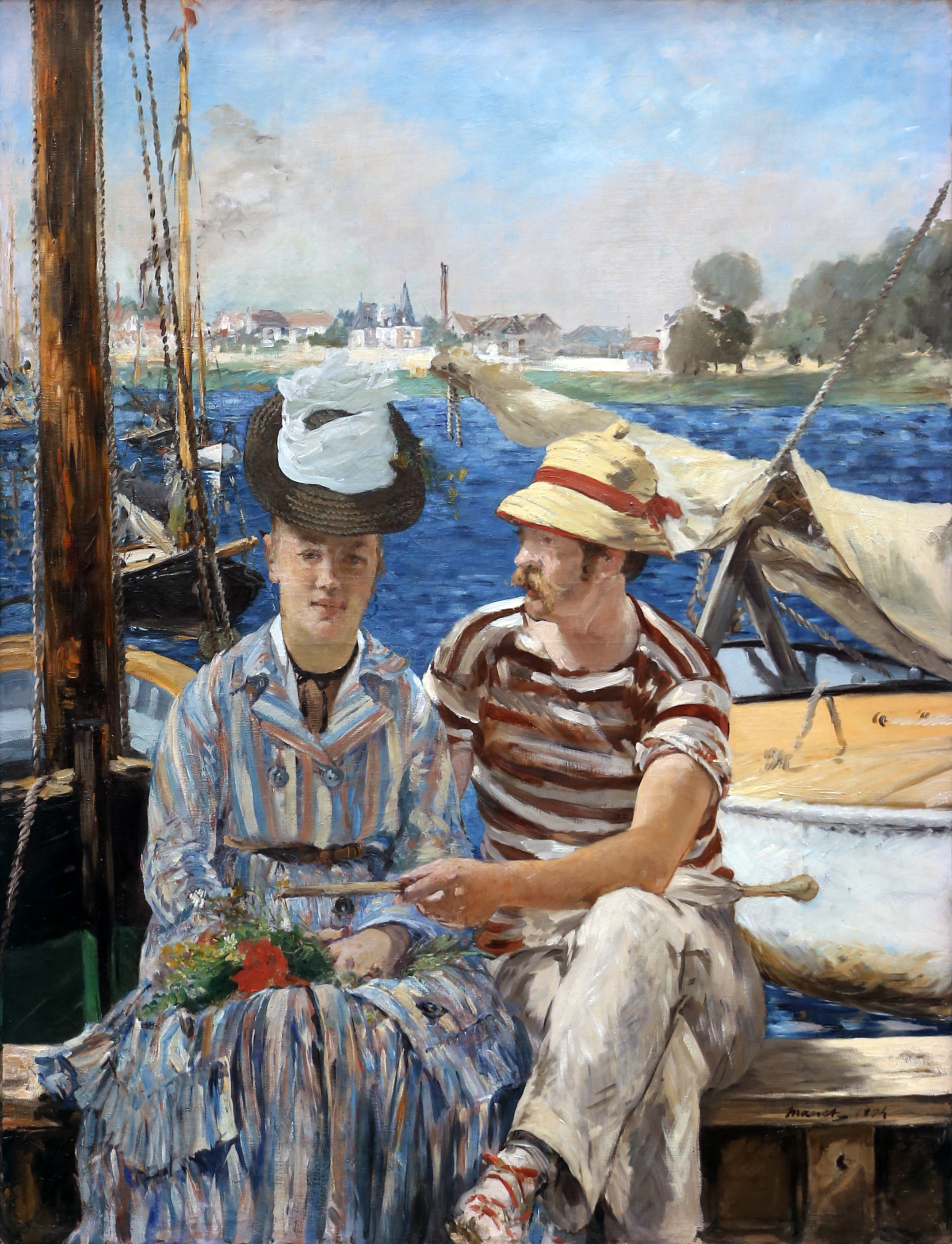
Argenteuil, 1874
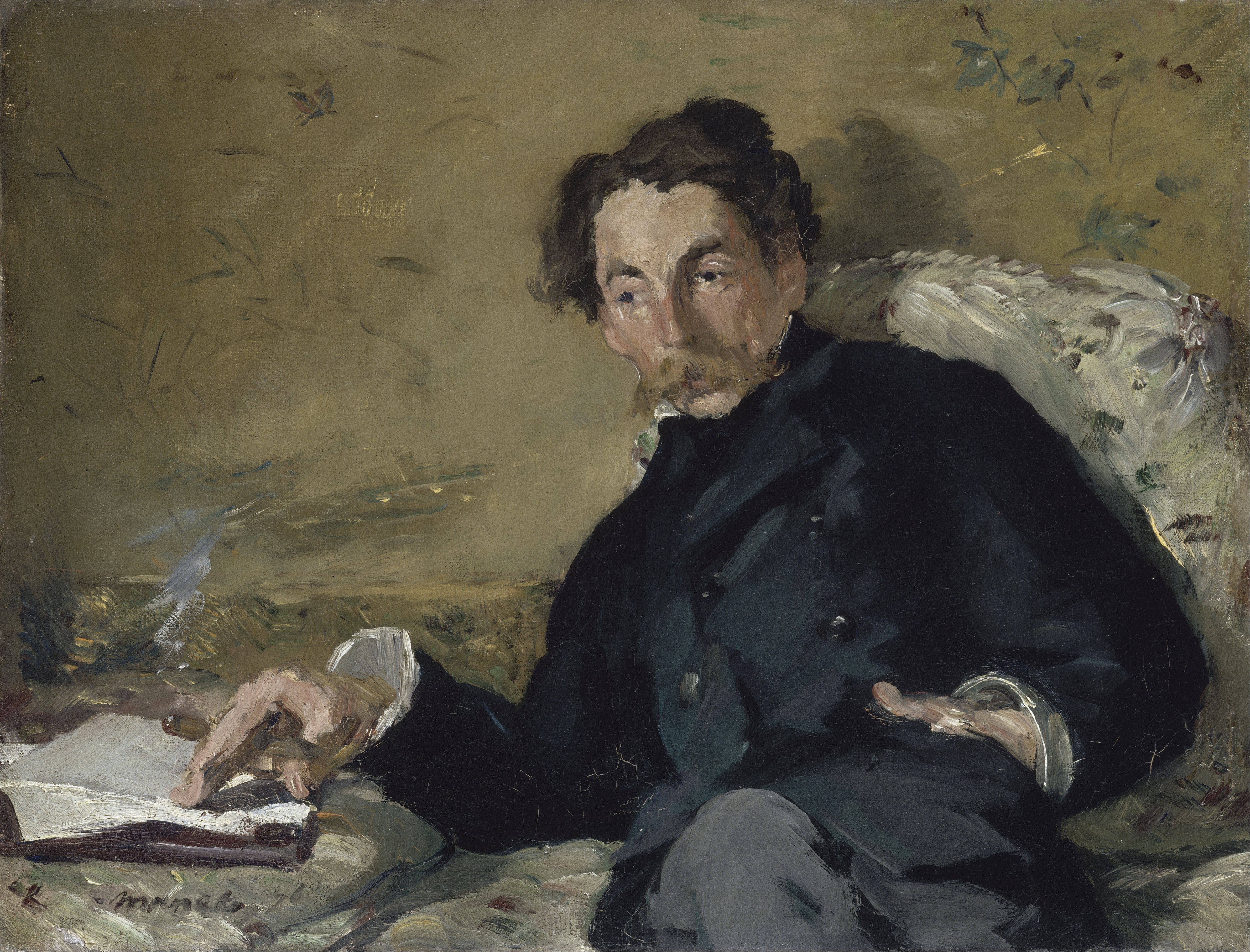
Portrét Stéphana Mallarmého, 1876
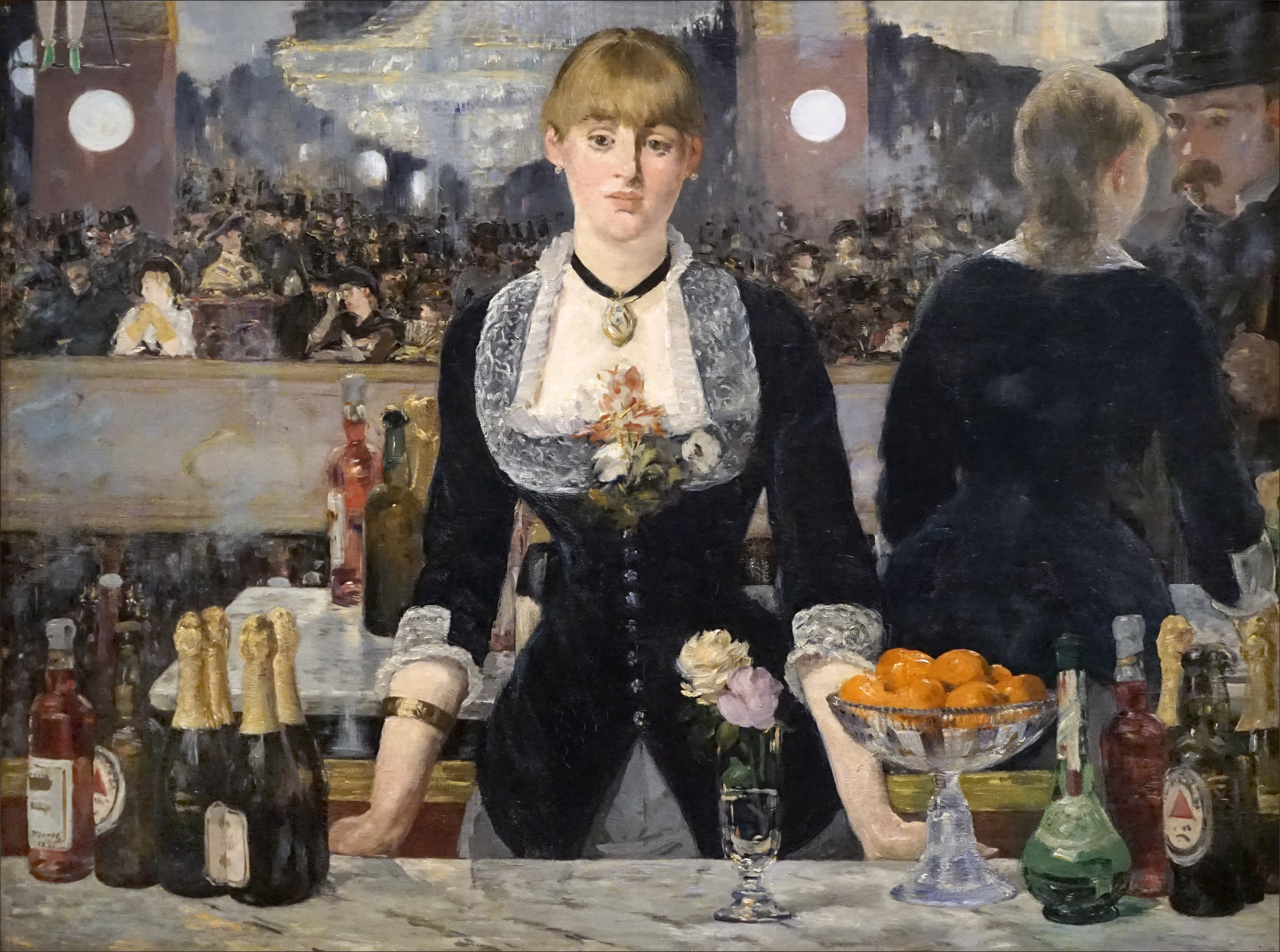
Bar ve Folies Bergère, 1882